# Marcel Démia
Pour les articles homonymes, voir Démia.
Marcel Démia est un résistant français qui a participé à la création et à l'organisation des maquis de l'Ain et du Haut-Jura.  Sa femme Ida était également résistante.

## Biographie
Fin 1941, Henri Romans-Petit est engagé dans le réseau Espoir à Saint-Étienne. Lors de la fête de Noël, Marcel Démia, maraîcher-horticulteur de la commune d'Ambérieu-en-Bugey mais également résistant, s'y rend pour visiter ses parents. Les deux hommes se rencontrent et échangent leurs points de vue sur la situation. Leur engagement commun incite Henri Romans-Petit à découvrir l'organisation de la Résistance dans le département de l'Ain. Marcel Demia lui parle des jeunes réfractaires qu'il a placé dans des fermes isolées et des difficultés qu'il rencontre dans son organisation. Henri Romans-Petit arrive dans l'Ain en 1942 et commence à aider les réfractaires du STO à s'héberger.

## Hommages
- Il y a une rue Marcel-et-Ida-Démia à Ambérieu-en-Bugey.